# Zeewier

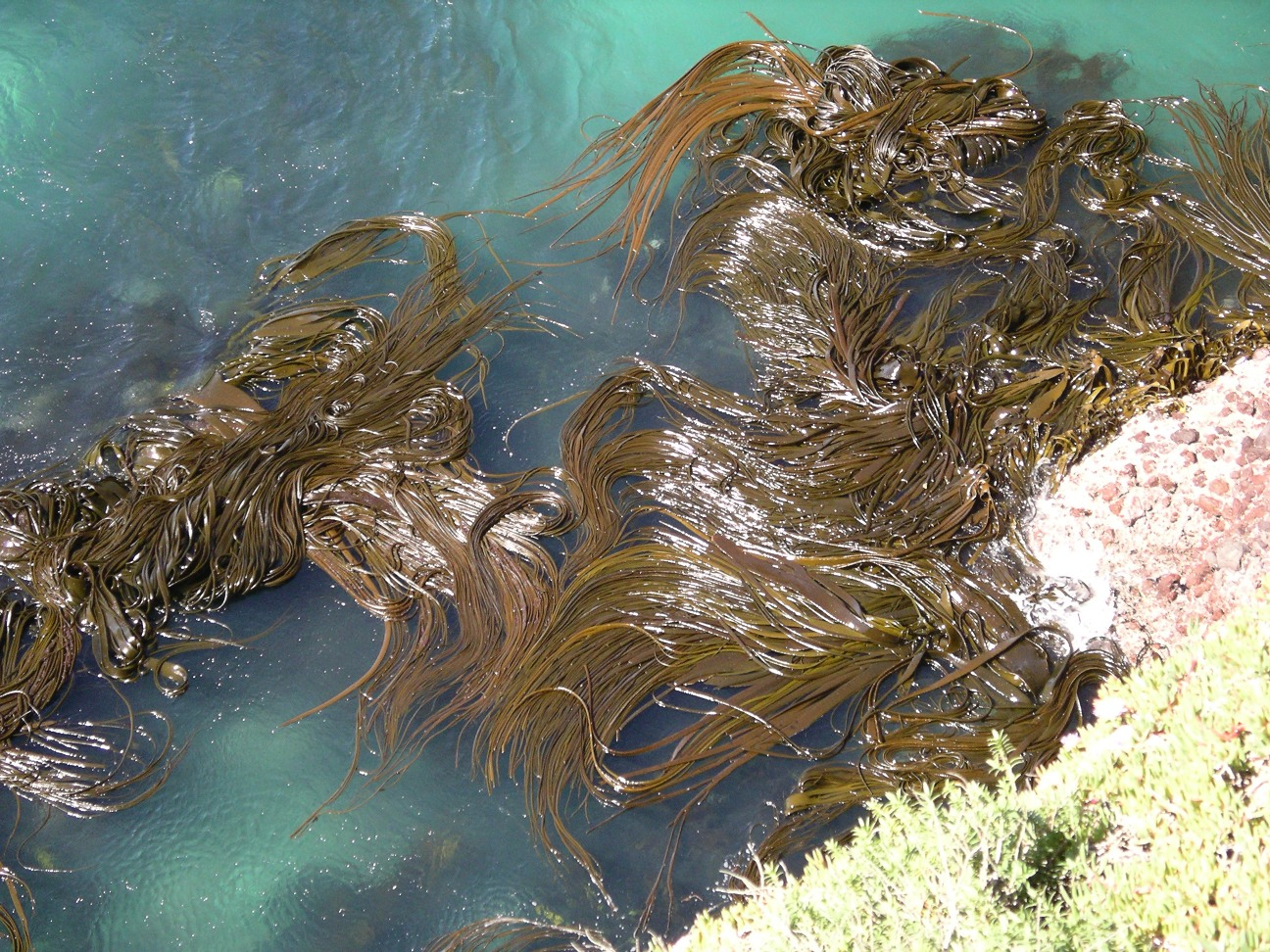
Zeewier op rotsblokken van de kust van het Otago Schiereiland in Nieuw-Zeeland
(Durvillaea antarctica)

Zeewier is de verzamelnaam van een aantal groepen algen die in de zee of in brak water leven. Doorgaans doelt men daarbij op meercellige, relatief grote (macroscopische) algen of wieren die aan de bodem, of ander substraat onder en boven water, gehecht zijn. Zeewieren behoren tot de groenwieren (Chlorophyta), roodwieren (Rhodophyta) en bruinwieren (Phaeophyta). De termen algen en wieren worden gewoonlijk zonder veel onderscheid door elkaar gebruikt.
Veel soorten zeewier, zoals kelp, vormen een essentieel habitat voor verschillende zeedieren en zijn daarmee een bescherming voor menselijke voedselbronnen. Andere soorten, zoals zeewieren die fytoplankton herbergen, spelen een cruciale rol bij het vastleggen van koolstof, en produceren een belangrijk aandeel van de zuurstof op aarde.

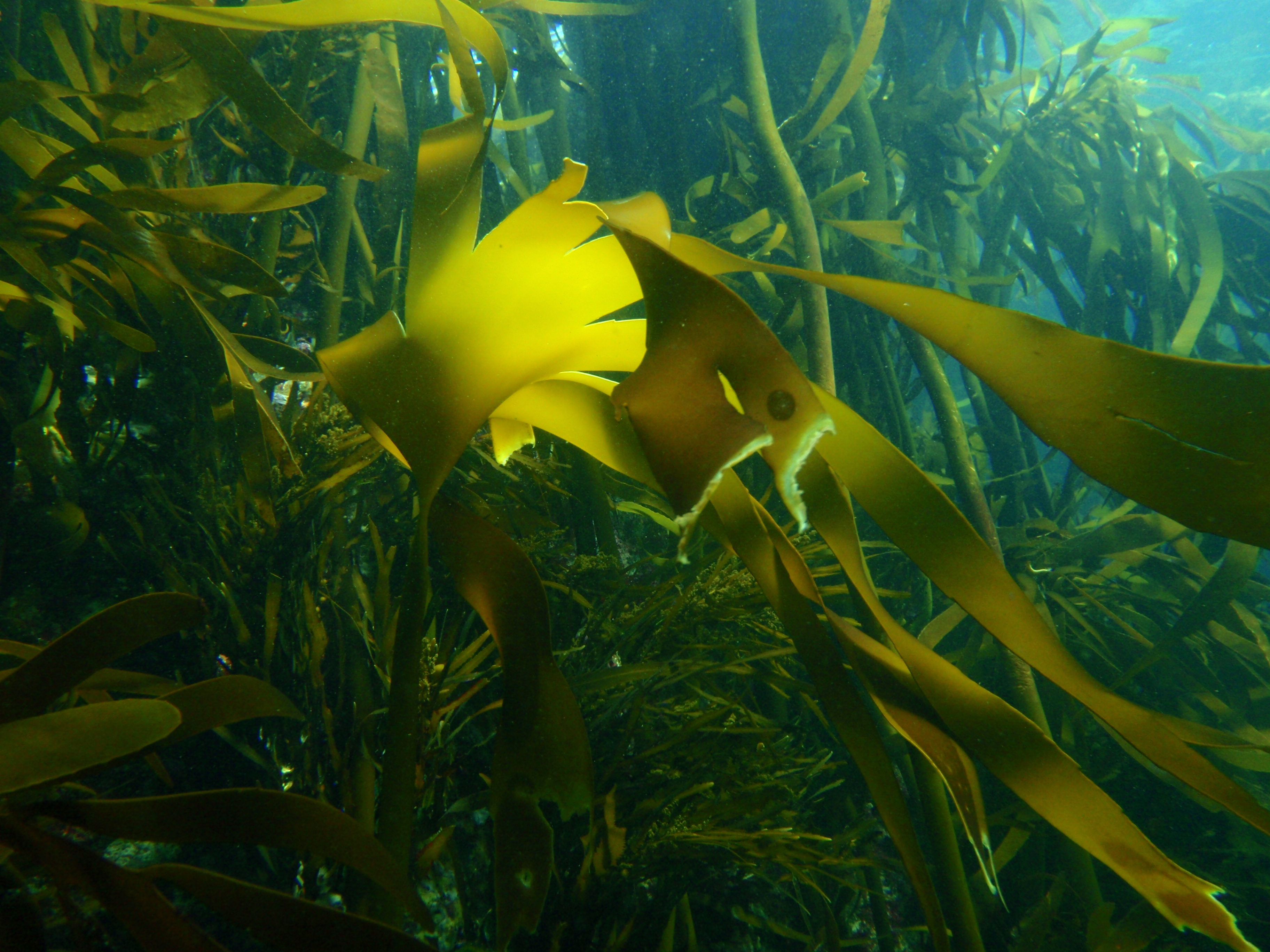
Kelpwoud bij de kust van het Kaapse Schiereiland

## Biologie
Zeewieren en andere algen zijn eukaryoten en voeren hun fotosynthese uit met behulp van chloroplasten.
Generatiewisseling komen we bij verschillende zeewieren tegen. Er zijn zowel isomorfe (de opeenvolgende generaties hebben gelijke vorm, bijvoorbeeld bij zeesla) als heteromorfe (de opeenvolgende generaties hebben verschillende vorm) soorten.
De morfologie en ecologie van de macroscopische zeewieren wijken doorgaans af van die van de eencellige algensoorten.

### Vorm
De habitus van zeewier doet in enkele gevallen wat denken aan die van landplanten. Er zijn soorten met een stengelachtige structuur met een voet die zich aan een substraat hecht. Daarnaast zijn er vaak bladachtige structuren met sporevormende onderdelen. Wieren kunnen luchtblazen hebben, waardoor ze in het water meer rechtop kunnen staan.

### Ecologie
Zeewieren zijn afhankelijk van zout water of ten minste brak water, voldoende licht en een voldoende stevig substraat (ondergrond) om aan vast te hechten. Zeewier komt derhalve vaak voor in het littoraal gebied en bij rotskusten. Op zijn diepst leven zeewieren in Nederland op enkele meters; dit heeft te maken met het feit dat het water niet helder genoeg is om op grotere diepte voldoende zonlicht door te laten. Onder gunstige omstandigheden kan zeewier tot 60 meter lang worden en groeit dan ook op veel grotere diepte. Kelp (een verzamelnaam voor meerdere soorten bruinwier) vormt samen met enkele andere soorten de kelpwouden.

## Gebruik van zeewier

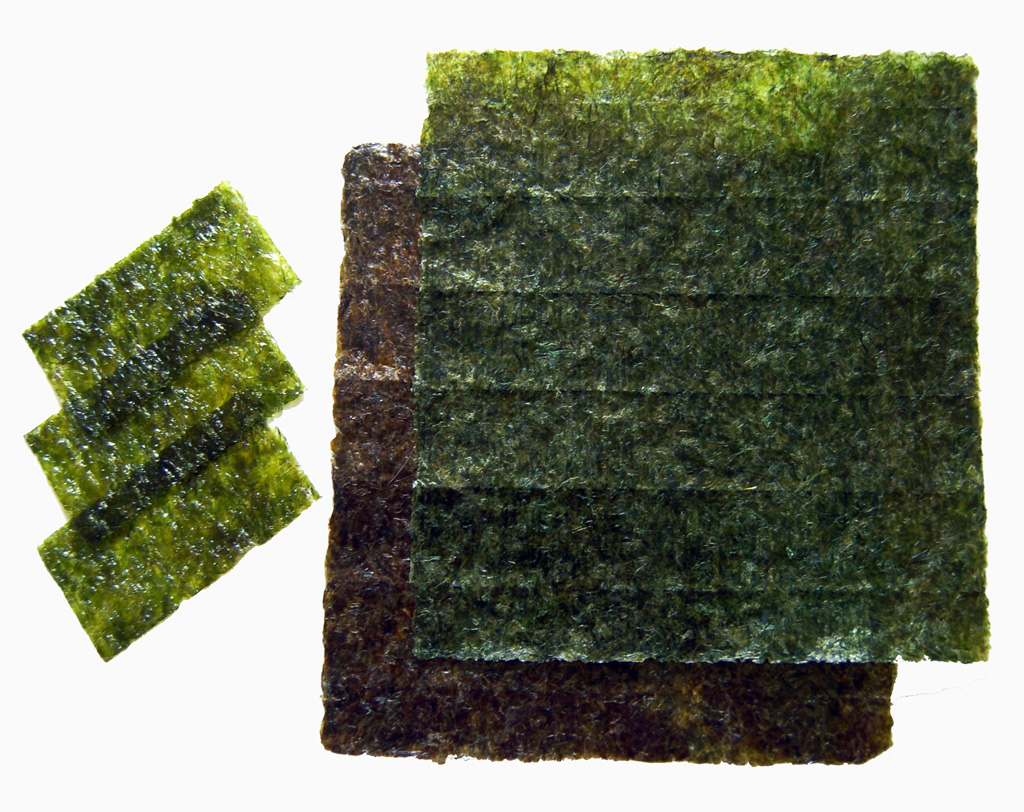
Nori, eetbaar zeewier.

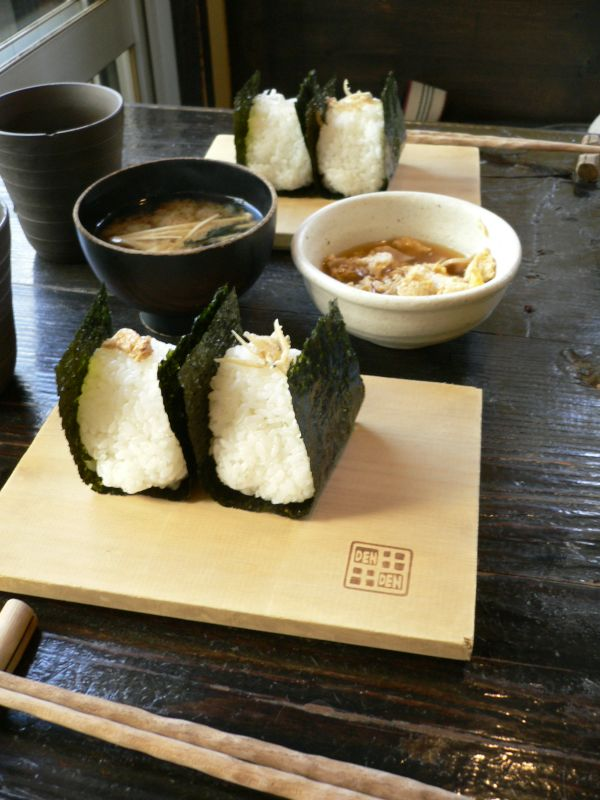
Onigiri en Wakame misosoep, Japan

### Voedsel
Zeewier wordt ook gebruikt als voedsel, al is het in Europa veel minder bekend dan in landen als China, Japan en Korea. Het kan als groente worden gegeten, maar ook worden gebruikt als decoratie of als smaakmaker. In sushi worden strookjes roodwier (nori) gebruikt om de verschillende rijst- en vis-ingrediënten bij elkaar te houden door een smalle strook om het hapje te wikkelen. Japanse zoutjes, een soort rijstcrackers of rijstzoutjes, worden vaak ook met wat zeewier bedekt om ze een pittige smaak te geven. In Indonesië wordt zeewier verwerkt tot agar-agar, een vegetarisch bindmiddel of een substraat voor de kweek van micro-organismen. Dit voedingsmiddel staat bekend om de hoge concentraties aan calcium, kalium en ijzer. Een deel van zeewier wordt niet door het lichaam afgebroken en kan als voedingsvezel worden gezien.
Bruinwieren bevatten de bijzondere stof fucoidan, een zwavelbevattend polysacharide die in geen enkele landplant aanwezig is. Daarnaast bevatten bruinwieren ook alginaat en roodwieren carrageen. Dit zijn onder meer verbindingsmiddelen, geleermiddelen en verdikkingsmiddelen die worden toegepast in de voedingsindustrie (bijvoorbeeld om de verbinding in chocolademelk in tact te houden, of in pudding dat stijf moet blijven). Bij hydrocolloïden wordt alleen het functionele aspect van zeewier geëxtraheerd (veelal in een fabriek) waarbij alle voedingswaarden verloren gaan. De grote meerderheid van de wereldproductie in zeewier wordt voor deze toepassing gebruikt.
Eiwitten
De eiwitconcentraties in zeewier verschillen per soort, en hierbij moet vooral worden gelet op de verschillen tussen vers/ontdooide zeewiersoorten en gedroogde wieren. Er wordt vaak gesproken over de procentuele eiwit concentraties in zeewier, maar voor referentie inname is het vooral van belang om hoeveel gram het gaat. Een voorbeeld: het bruinwier Saccharina latissima (Suikerwier) dat in Nederland geteeld wordt, kan in gedroogde vorm 23% eiwit bevatten, en in verse vorm 3,7%. Dit valt eenvoudig te verklaren door het vers-gewicht om te rekenen naar droog-gewicht: de factor is 7,5 (bij Saccharina latissimi dat klaar is om geoogst te worden), en zo kan:
1 kg verse Saccharina latissima 37 gram eiwit (3,7%) bevatten;
en zodra het is gedroogd blijft er 133 gram Saccharina latissima over, en dit kan 30 gram eiwit bevatten (23%).
Berekening inname eiwit uit zeewier; een voorbeeld
In verse/ontdooide vorm weegt een gemiddelde portie zeewier per persoon tussen de 10 gram en 100 gram. Qua eiwit inname zou dit 0,37 tot 3,7 gram eiwit bevatten voor de soort Saccharina latissima (suikerwier). In gedroogde vorm ligt de gemiddelde hoeveelheid zeewier (vaak als ingredient in een gerecht) per persoon per portie tussen 1 en 5 gram (maximaal). Qua eiwit inname zou dit 0,23 - 1,15 gram eiwit bevatten voor de soort suikerwier. Bij vleesvervangers zie je dan ook vaak dat andere ingrediënten, zoals soja, de eiwitdragers zijn. De eiwit hoeveelheden verschillen per type zeewier, per locatie en per oogst periode. Het is niet per definitie correct dat groenwieren of roodwieren hogere concentraties eiwitten bevatten in vergelijking met bruinwieren. De beste manier om zeker te zijn van de eiwitconcentraties, is door zeewier te laten testen door onafhankelijke laboratoria, zoals bijvoorbeeld Eurofins Omegam en ALcontrol.
Andere voedingswaarden
In sommige wieren komt een vitamine B12-gelijkende stof voor, maar die is inactief als vitamine. Als voedingsstof voor veganisten werkt dit zodoende niet. De vitamine B12-achtige stof uit wieren kunnen zelfs een negatieve werking hebben doordat ze de opname van echte B12 kunnen blokkeren.

### Bioplastic
Bioplastic is plastic gemaakt van planten. Voor biobased plastic wordt geen aardolie gebruikt, waardoor er in de meeste gevallen minder broeikasgassen vrijkomen bij de productie. Bovendien zijn de meeste bioplastics biologisch afbreekbaar. Naast planten als suikerriet en maïs kan ook zeewier gebruikt worden voor bioplastics. Omdat voor de productie van zeewier geen landbouwgrond en zoet water nodig is, is het gebruik van zeewier voor plastic vaak milieuvriendelijker dan andere soorten bioplastics.

### Biostimulanten
Biostimulanten stimuleren natuurlijke processen in een plant, resulterend in een betere gewaskwaliteit. Ze zorgen onder andere voor een betere beschikbaarheid van voedingsstoffen in de bodem,  een betere nutriëntenefficiëntie en tolerantie voor stressfactoren. Door het gebruik van biostimulanten kan het gebruik van water en nutriënten in de land- en tuinbouw worden teruggedrongen. Zeewier is rijk aan 6 bioactieve stoffen waarvan bekend is dat ze de gezondheid van gewassen verbeteren: polysacchariden, polyfenolen, eiwitten, mineralen, pigmenten en groeihormonen. De Zeewier soort Ascohillum nodosum, wordt momenteel het meest gebruikt als biostimulant. Maar ook andere zeewiersoorten lijken veelbelovend als biostimulant.  

### Medicijnen
Door de vele bioactieve stoffen, is zeewier een veelbelovende grondstof voor medicijnen. Alginaat is een voorbeeld van een stof in zeewier die al veel wordt gebruikt in medicijnen, bijvoorbeeld als bindmiddel in tabletten of bij wondverzorging. Maar bepaalde stoffen die in zeewier voorkomen, zouden ook een direct gezondheidsbevorderend effect kunnen hebben. Zo zijn er aanwijzingen dat zeewier kan dienen als grondstof voor medicijnen tegen bijvoorbeeld alzheimer en diabetes  Hoewel er veel in vitro en in vivo dierstudies zijn, ontbreken klinische proeven vaak.
De oorsprong en kwaliteit van zeewierbiomassa is belangrijk voor het gebruik van zeewier in medische toepassingen. Naarmate de Nederlandse zeewierindustrie toeneemt en daarmee de veiligheid van zeewier, kunnen de gezondheidsbevorderende stoffen potentieel een hoogwaardige markt voor zeewierproductie opleveren.

### Verzorging
Zeewier (vooral rode en bruine wieren) wordt ook steeds meer verwerkt in producten voor lichaamsverzorging. Aangenomen wordt dat de verschillende voedingsstoffen die in zeewier aanwezig zijn, een verzorgende werking kunnen hebben. Deze werkzame stoffen (mineralen, vitamines, spoorelementen, aminozuren) worden via de poriën geabsorbeerd, waar ze huidveroudering en uitdroging tegen gaan. Verder worden extracten van bepaalde soorten zeewier gebruikt als bindmiddel in handcrèmes, bodylotions, cosmetica en shampoos.

### Nederlandse zeewiermarkt
In Nederland zijn meerdere bedrijven, stichtingen, kennisinstellingen en organisaties betrokken bij het bredere onderwerp van zeewier. Er wordt toegepast en fundamenteel onderzoek uitgevoerd door onder andere TNO, het NIOZ en WUR. Het NIOZ beschikt over het Zeewiercentrum. Er zijn commercieel opererende zeewierboerderijen waarvan de eerste in 2013 is opgericht in de Oosterschelde. Er is een commercieel opererende hatchery voor het startmateriaal dat zeewierboerderijen nodig hebben. Er zijn voedselproducenten die zeewierproducten produceren voor de Nederlandse maar ook buitenlandse markt. De sectororganisatie North Sea Farmers heeft als doelstelling om Europese bedrijven en instellingen die zich bezighouden met zeewier te verbinden en te vertegenwoordigen. Ook beheren zij de Offshore Test Site, een locatie waar geëxperimenteerd wordt met proefopstellingen voor zeewierteelt op de Noordzee.